# Флавиньи-сюр-Озрен
Флавиньи́-сюр-Озре́н (фр. Flavigny-sur-Ozerain) — коммуна во Франции. Находится в кантоне Венаре-Ле-Лом округа Монбар, департамент Кот-д’Ор, Бургундия. Входит в список самых красивых деревень Франции.
Код INSEE коммуны — 21271.

## Население
Население коммуны на 2010 год составляло 305 человек.
| 1962 | 1968 | 1975 | 1982 | 1990 | 1999 | 2010 |
| ---- | ---- | ---- | ---- | ---- | ---- | ---- |
| 591  | 437  | 385  | 435  | 411  | 341  | 305  |

## Экономика
В 2010 году среди 199 человек трудоспособного возраста (15—64 лет) 129 были экономически активными, 70 — неактивными (показатель активности — 64,8 %, в 1999 году было 67,5 %). Из 129 активных жителей работали 124 человека (91 мужчина и 33 женщины), безработных было 5 (3 мужчин и 2 женщины). Среди 70 неактивных 32 человека были учениками или студентами, 19 — пенсионерами, 19 были неактивными по другим причинам.

## Достопримечательности
Центром коммуны является бенедиктинское аббатство, основанное в VIII веке. В городке до сих пор производятся фирменные драже из аниса, так называемые «анис де Флавиньи», по старинному бенедиктинскому рецепту. Другие достопримечательности включают средневековые крепостные постройки, в частности, ворота.

## В культуре
Флавиньи-сюр-Озрен стал основным местом съёмок фильма режиссёра Лассе Халльстрёма «Шоколад» по одноимённому роману Джоанн Харрис.